# Lucy Kirkwood
Lucy Kirkwood (* 1984 in London-Leytonstone) ist eine englische Dramaturgin und Drehbuchautorin. Sie ist Mitglied der Royal Society of Literature.

## Ausbildung
Kirkwood wuchs im Londoner Stadtteil East London auf. Sie absolvierte ihr Studium der englischen Literatur an der Universität Edinburgh, das sie 2007 abschloss. Dort war sie auch in der Edinburgh University Theatre Company engagiert, was 2005 zu einer Aufführung ihres Stückes Grady Hot Potato im Bedlam Theatre führte.

## Theater
Kirkwood war Hausautorin der Theatergruppe Clean Break. Sie schrieb weitere Theaterstücke wie erst war es leer ohne herz, aber jetzt geht's wieder und Die Schöne und das Biest. 2013 gewann sie mit Chimerica den Critics’ Circle Theatre Award. Die Kinder wurden 2016 im Royal Court Theatre uraufgeführt, Moskitos 2017 im Royal National Theatre, die deutsche Erstaufführung fand 2018 im Staatstheater Kassel statt. Das Himmelszelt, ein Stück über eine Matronenjury im England des 18. Jahrhunderts, die feststellen muss, ob eine Mörderin schwanger ist oder nicht, entstand 2020. Die jury of matrons bildete die einzige Ausnahme vom Ausschluss von Frauen aus Jurys, die das englische Gewohnheitsrechts zuließ.

## Fernsehen
Direkt nach ihrem Studium wirkte sie als Autorin an der Serie Skins – Hautnah mit. Sie entwickelte die 2014 ausgestrahlte Serie The Smoke und schrieb auch die Drehbücher.